# Edmond O'Brien
Eamon Joseph O'Brien (10. září 1915 Brooklyn – 9. května 1985 Inglewood) byl americký divadelní, filmový a televizní herec a filmový režisér. Během své kariéry získal jednoho Oscara, dva Zlaté glóby a dvě hvězdy na hollywoodském chodníku slávy.

## Život
Edmond O'Brien se narodil v 10. září 1915 v Brooklynu jakožto nejmladší ze sedmi dětí rodičů Agnes a otci Jamesovi. Jeho otec zemřel, když byly Edmondovi pouhé čtyři roky. Oba rodiče pocházeli z Irska.
Několik měsíců studoval Fordham University, ale ze školy odešel a začal se více zajímat o divadlo. V roce 1938 debutoval ve filmu jako komparzista v dramatu Prison Break (1938). V následujícím roce si zahrál menší roli v adaptaci románu Zvoník od Matky Boží (1939).
Později ztvárňoval hlavní i charakterní herecké role. Za své výkony ve filmech Bosonohá komtesa (1954) a Sedm květnových dní (1964) byl nominován na Oscara za nejlepší mužský herecký výkon ve vedlejší roli. Cenu získal za film Bosonohá komtesa.
Mezi jeho další významné filmy patří Zabijáci (1946), Dubbelliv (1947), Bílý žár (1949), 24 hodin do smrti (1950), Stopař (1953), Julius Caesar (1953), 1984 (1956), The Girl Can't Help It (1956), Muž, který zastřelil Liberty Valance (1962), Fantastická cesta (1966) a Divoká banda (1969).
Poprvé byl ženatý s herečkou Nancy Kellyovou v letech 1941 a 1942. Svou druhou manželku, herečku Olgu San Juanovou, si vzal v roce 1948. Společně měli tři děti, televizní producentky Bridget O'Brienové a herců Marie O'Brienové a Brendana O'Briena. Manželství skončilo rozvodem v roce 1976.
Koncem 70. let onemocněl Alzheimerovou chorobou. Zemřel 9. května 1985 v sanatoriu svaté Erny v kalifornském Inglewoodu na komplikace Alzheimerovy choroby ve věku 69 let.

## Filmografie (výběr)
- Prison Break (1938)
- Zvoník od Matky Boží (1939)
- Zabijáci (1946)
- Dubbelliv (1947)
- Bílý žár (1949)
- 24 hodin do smrti (1950)
- Stopař (1953)
- Julius Caesar (1953)
- 1984 (1956)
- The Girl Can't Help It (1956)
- Muž, který zastřelil Liberty Valance (1962)
- Fantastická cesta (1966)
- Divoká banda (1969)